# Liste der Baudenkmale in Goslar - Hinter den Brüdern
In der Liste der Baudenkmale in Goslar - Hinter den Brüdern sind alle Baudenkmale in der Straße Hinter den Brüdern der niedersächsischen Gemeinde Goslar aufgelistet. Die Quelle der Baudenkmale ist der Denkmalatlas Niedersachsen. Der Stand der Liste ist der 25. September 2022.

## Allgemein
In den Spalten befinden sich folgende Informationen:
- Lage: die Adresse des Baudenkmales und die geographischen Koordinaten. Kartenansicht, um Koordinaten zu setzen. In der Kartenansicht sind Baudenkmale ohne Koordinaten mit einem roten Marker dargestellt und können in der Karte gesetzt werden. Baudenkmale ohne Bild sind mit einem blauen Marker gekennzeichnet, Baudenkmale mit Bild mit einem grünen Marker.
- Bezeichnung: Bezeichnung des Baudenkmales
- Beschreibung: die Beschreibung des Baudenkmales. Unter § 3 Abs. 2 NDSchG werden Einzeldenkmale und unter § 3 Abs. 3 NDSchG Gruppen baulicher Anlagen und deren Bestandteile ausgewiesen.
- ID: die Objekt-ID des Baudenkmales
- Bild: ein Bild des Baudenkmales, ggf. zusätzlich mit einem Link zu weiteren Fotos des Baudenkmals im Medienarchiv Wikimedia Commons. Wenn man auf das Kamerasymbol klickt, können Fotos zu Baudenkmalen aus dieser Liste hochgeladen werden:

Zurück zur Hauptliste
| Lage                                               | Bezeichnung               | Beschreibung | ID       | Bild           |
| -------------------------------------------------- | ------------------------- | --- | -------- | -------------- |
| Hinter den Brüdern 51° 54′ 23″ N, 10° 25′ 13″ O    | Straßenraum               | | 36591861 | Weitere Bilder |
| Hinter den Brüdern 7 51° 54′ 21″ N, 10° 25′ 11″ O  | Wohnhaus                  | Zweigeschossiger Fachwerkbau mit Satteldach in Ziegeldeckung, traufständig. Straßenfassade mit Holz verschalt, Südwestgiebel mit Schiefer verkleidet, Nordostgiebel fachwerksichtig, mit zweigeschossigem Wintergarten. | 36527544 |                |
| Hinter den Brüdern 8 51° 54′ 21″ N, 10° 25′ 11″ O  | Wohnhaus                  | Zweigeschossiger Fachwerkbau mit Satteldach in Ziegeldeckung, traufständig; giebelseitig eingeschossiger Anbau mit Pultdach. Fassade fachwerksichtig, Giebelseite im Giebelbereich mit Holz verschalt. | 36527571 |                |
| Hinter den Brüdern 9 51° 54′ 21″ N, 10° 25′ 11″ O  | Wohnhaus                  | Zweigeschossiger Fachwerkbau mit Satteldach in Ziegeldeckung, traufständig; giebelseitig eingeschossiger Anbau mit Pultdach. Fassade fachwerksichtig, Giebelseite im Giebelbereich mit Schiefer verkleidet. | 36527600 | Weitere Bilder |
| Hinter den Brüdern 9 51° 54′ 21″ N, 10° 25′ 10″ O  | Nebengebäude              | Eingeschossiges Gebäude mit Pultdach. Fassade verputzt. | 39671270 | Weitere Bilder |
| Hinter den Brüdern 10 51° 54′ 20″ N, 10° 25′ 10″ O | Wohnhaus                  | Zweigeschossiger Fachwerkbau mit Krüppelwalmdach in Betonziegeldeckung, frei stehendes Eckhaus. Fassaden mit Schiefer verkleidet, OG und DG leicht vorkragend, Zwerchhaus an der Südfassade. | 36608352 | Weitere Bilder |
| Hinter den Brüdern 10 51° 54′ 21″ N, 10° 25′ 10″ O | Nebengebäude              | Eineinhalbgeschossiger Fachwerkbau mit Satteldach in Ziegeldeckung, frei stehend. Fassade fachwerksichtig. | 39671270 | Weitere Bilder |
| Hinter den Brüdern 11 51° 54′ 21″ N, 10° 25′ 12″ O | Wohnhaus                  | Zweigeschossiger Fachwerkbau mit Satteldach in Schieferdeckung, traufständig. Fassade mit Schiefer verkleidet. | 36527629 |                |
| Hinter den Brüdern 12 51° 54′ 21″ N, 10° 25′ 12″ O | Wohnhaus                  | Zweigeschossiger Fachwerkbau mit Satteldach in Schieferdeckung, traufständig. Fassade mit Schiefer verkleidet. | 36527659 |                |
| Hinter den Brüdern 13 51° 54′ 21″ N, 10° 25′ 12″ O | Wohnhaus                  | Zweigeschossiger Fachwerkbau mit Satteldach in Ziegeldeckung, traufständig. Fassade fachwerksichtig. | 36527691 |                |
| Hinter den Brüdern 13 51° 54′ 21″ N, 10° 25′ 12″ O | Nebengebäude              | Zweigeschossiges Gebäude mit Pultdach. Fassade im Erdgeschoss verputzt, im OG mit Holz verschalt. | 36576036 | BW             |
| Hinter den Brüdern 16 51° 54′ 22″ N, 10° 25′ 13″ O | Wohnhaus                  | Zweigeschossiger Fachwerkbau mit Satteldach in Ziegeldeckung, traufständig. Fassade mit Schiefer verkleidet. | 36527719 | Weitere Bilder |
| Hinter den Brüdern 16 51° 54′ 22″ N, 10° 25′ 14″ O | Nebengebäude              | Eingeschossiges Gebäude mit Pultdach in Ziegeldeckung. Fassade mit Holz verschalt. | 36583733 | Weitere Bilder |
| Hinter den Brüdern 17 51° 54′ 22″ N, 10° 25′ 14″ O | Wohnhaus                  | Eingeschossiger Fachwerkbau mit Satteldach in Schieferdeckung, traufständig; links des Hauseingangs eingeschossige Däle, rechts zweigeschossiger Wohnteil. Fassade mit Schiefer verkleidet. | 36527750 | Weitere Bilder |
| Hinter den Brüdern 17 51° 54′ 22″ N, 10° 25′ 14″ O | Nebengebäude              | Eingeschossiges Gebäude mit Pultdach. Fassade zur Rückseite fachwerksichtig, Giebelseite mauerwerkssichtig. | 36585047 | Weitere Bilder |
| Hinter den Brüdern 18 51° 54′ 22″ N, 10° 25′ 14″ O | Wohnhaus                  | Zweigeschossiger Fachwerkbau mit Satteldach in Schieferdeckung, traufständig. Fassade fachwerksichtig (um 1870 erneuert), mit schmalen Zwischengefachen. | 36527781 |                |
| Hinter den Brüdern 19 51° 54′ 23″ N, 10° 25′ 15″ O | Wohn-/ Wirtschaftsgebäude | Zweigeschossiger Fachwerkbau mit Satteldach in Ziegeldeckung, traufständig. Neun Gefache Breite, aus der Zeit um 1520, sowie nordseitig Erweiterungsbau von 1898, mit Toreinfahrt. Fassade fachwerksichtig, Oberstock vorkragend auf horizontal profilierten Balkenköpfen, Brüstungsgefache mit regelmäßigen Fußstreben; unter der Traufkante dekorierte Windbretter. | 36603950 | Weitere Bilder |
| Hinter den Brüdern 20 51° 54′ 23″ N, 10° 25′ 15″ O | Wohnhaus                  | Zweigeschossiger Fachwerkbau mit Satteldach in Ziegeldeckung und mittigem Zwerchhaus, traufständig mit seitlichem Bauwich. Fassade fachwerksichtig, mit schmalen Zwischengefachen. | 36527812 | Weitere Bilder |
| Hinter den Brüdern 20 51° 54′ 23″ N, 10° 25′ 15″ O | Nebengebäude              | Zweigeschossiges Gebäude mit Pultdach, frei stehend. Nordfassade in Fachwerkbauweise, fachwerksichtig; Südfassade und Giebelseiten in Massivbauweise, mauerwerkssichtig. | 36585047 | Weitere Bilder |
| Hinter den Brüdern 21 51° 54′ 24″ N, 10° 25′ 16″ O | Wohnhaus                  | Zweigeschossiger Fachwerkbau mit Satteldach in Ziegeldeckung und mittigem Zwerchhaus, traufständig mit seitlichem Bauwich. Fassade fachwerksichtig, mit schmalen Zwischengefachen. | 36527840 | Weitere Bilder |